# Wincenty (Vujić)
Wincenty, imię świeckie Vasilije Vujić (ur. 29 stycznia 1874 w Dalju, zm. 18 sierpnia 1939 w Topoli) – serbski biskup prawosławny.

## Życiorys
Ukończył studia prawnicze w Wiedniu i teologiczne w Czerniowcach, na tamtejszym uniwersytecie obronił pracę doktorską w dziedzinie teologii. W 1903 złożył wieczyste śluby mnisze w monasterze Šišatovac. W tym samym roku był kolejno wyświęcany na hierodiakona i hieromnicha. Również w 1903 został zatrudniony w seminarium duchownym w Sremskich Karlovcach na stanowisku profesorskim. Równolegle był rektorem seminarium do jego zamknięcia w 1914; bez powodzenia ubiegał się o zgodę władz na ponowne otwarcie szkoły.
Po I wojnie światowej i zjednoczeniu etnicznie serbskich jurysdykcji cerkiewnych w jednym Serbskim Kościele Prawosławnym został nominowany na biskupa zahumsko-hercegowińskiego, jednak odmówił przyjęcia urzędu. W 1932 został po raz drugi nominowany na biskupa; tym razem wybór przyjął i 20 grudnia 1932 został wyświęcony na wikariusza eparchii belgradzkiej z tytułem biskupa morawickiego. Cztery lata później objął katedrę banacką, na której pozostawał do śmierci.
Należał do najlepiej wykształconych hierarchów Serbskiego Kościoła Prawosławnego w okresie międzywojennym. Od 1931 do 1937 nadzorował nauczanie religii w szkołach średnich na terenie dawnej metropolii karłowickiej. W latach 1932–1936 wykładał na Uniwersytecie Belgradzkim prawo kanoniczne.
Pochowany w soborze katedralnym we Vršacu.